# 利比里亚国徽
利比里亞國徽啟用於1847年，為一面鑲金邊的盾。繪有一艘當時的帆船，代表當地居民是乘船來的黑奴。太陽代表美好未來，而鴿子代表和平。岸上的犁代表未來的生活，而棕櫚樹和土地讚美當地的豐饒。上方的綬帶書有國家格言「是對自由的愛把我們帶到這裡」，下方書有國名。